# Tomohiko Ikeuchi
Tomohiko Ikeuchi (født 1. november 1977) er en tidligere japansk fodboldspiller.
Han har spillet for flere forskellige klubber i sin karriere, herunder Kashima Antlers og Consadole Sapporo.